# 湖南省交通运输厅
湖南省交通运输厅是中华人民共和国湖南省人民政府主管交通运输工作的组成部门。2009年湖南省政府机构改革时由湖南省交通厅改组而成。

## 主要职能
- 一、承担涉及综合运输体系的规划协调工作，会同有关部门组织编制全省综合运输体系规划，指导交通运输枢纽规划和管理。
- 二、组织拟订并监督实施全省公路、水路、民航等行业规划、政策和标准。组织起草有关地方性法规、规章草案。负责交通运输执法检查和监督。参与拟订物流业发展战略和规划，拟订有关政策并监督实施。指导全省公路、水路行业有关体制改革工作。
- 三、承担道路、水路运输市场监督责任。组织制定全省道路、水路运输有关政策、技术标准和运管规范并监督实施。指导全省城乡客运及有关设施规划和管理工作，指导出租车行业管理工作。负责省内民航机场有关管理工作。
- 四、承担水上交通安全监管责任。负责水上交通管制、船舶及相关水上设施检验、登记和防止污染、水上消防、救助打捞、通信导航、船舶与港口设施保安及危险品运输监督管理等工作。负责船员管理有关工作。负责省级管理水域水上交通安全事故、船舶及相关水上设施污染事故的应急处置，依法组织或参与事故调查处理工作，指导全省水上交通安全监管工作。
- 五、负责提出全省公路、水路固定资产投资规模和方向、省级财政性资金安排建议，按省政府规定权限审批、核准全省规划内和年度计划规模内固定资产投资项目。负责公路、桥梁、渡口、隧道的行业管理。提出有关财政、土地、价格等政策建议。
- 六、承担公路、水路建设市场监管责任。拟订全省公路、水路工程建设有关政策、制度和技术标准并监督实施。组织实施国家、省重点和大中型公路、水路交通工程建设，负责公路、水路交通建设工程造价控制和工程质量、安全生产的监督管理。指导交通运输基础设施管理和维护，承担有关重要设施的管理和维护。
- 七、指导全省公路、水路行业安全生产和应急管理工作。按规定组织协调全省重点物资和紧急客货运输，负责全省高速公路及重点干线路网运行监测和协调，承担省国防动员有关工作。
- 八、制定地方性交通运输行业科技政策、规划和规范并监督实施。指导全省交通运输信息化建设，监测分析运行情况，开展相关统计工作，发布有关信息。指导公路、水路行业环境保护和节能减排工作。
- 九、指导交通运输行业开展对外交流合作和交通外经外贸工作。
- 十、承办省人民政府交办的其他事项。

## 历任厅长
- 吴亚中（2009年7月-2010年11月）
- 贺仁雨（2010年11月-2013年4月）
- 刘明欣（2013年4月-2016年3月）
- 胡伟林（2016年3月-2017年3月）
- 周海兵（2017年5月-2020年1月）
- 赵平（2020年1月-2022年12月）
- 马捷（2022年12月-）

## 机构设置

### 内设机构
- 办公室
- 政策法规处
- 计划统计处
- 基本建设处
- 财务会计处
- 科技教育处
- 运输管理处
- 人事处
- 机关党委
- 纪检监察室
- 老干处
- 农村公路建设办公室
- 交通工会
- 机关服务局

### 直属机构
- 湖南省地方海事局
- 湖南省公路管理局
- 湖南省高速公路管理局
- 湖南省公路运输管理局
- 湖南省交通规费征稽局
- 湖南省地方铁路管理局
- 湖南省联合运输办公室
- 湖南省交通厅引进外资项目办公室
- 湖南省交通厅规划办公室
- 湖南省交通建设质量监督站
- 湖南省交通厅交通建设造价管理站
- 湖南省交通职业技术学院
- 湖南省交通规划勘察设计院
- 湖南省交通科学研究院
- 湖南省交通科技信息中心
- 湖南省湘江航运建设开发有限公司
- 交通国际经济工程合作公司
- 现代投资股份有限公司
- 远洋运输公司
- 湖南省汽车摩托车贸易总公司
- 天智交通建设技术有限公司